# Göran Axel Adelswärd
Göran Axel Adelswärd, född 30 augusti 1781 i Åtvids församling, Östergötlands län, död 2 juni 1842 i Nancy, Frankrike, var en svensk friherre, militär och hovfunktionär.

## Biografi
Göran Axel Adelswärd föddes 1781 på Adelsnäs i Åtvids socken. Han var son till Erik Göran Adelswärd och Eva Helena von Fersen. Adelswärd blev 9 april 1794 fänrik vid Livgrenadjärregementet, 9 mars 1803 sekundlöjtnant vid Finska gardet, 25 maj 1805 löjtnant vid Livgrenadjärregementet och tog avsked 2 april 1811. Han blev 7 november 1816 kammarherre, utnämndes 11 maj 1825 till riddare av Svärdsorden och blev 19 april 1828 hovmarskalk. Adelswärd avled 1842 i Nancy, Frankrike.

### Familj
Adelswärd gifte sig 8 november 1809 med Anne Catharine Honorine Bernard Adelswärd (1790–1872), dotter av advokaten och notarien Nikolaus Joakim Bernard och Marie Anne Nicolas. De fick tillsammans barnen kammarherren Georg Nikolaus Adelswärd (1810–1878), kaptenen Renauld Oskar Adelswärd (1811–1898), löjtnanten Casimir Axel Gustaf Adelswärd (1816–1851) och August Constans Amadée Adelswärd (född 1819).